# GSC2320-93-1
GSC2320-93-1 — хімічно пекулярна зоря спектрального класу
A0. Має видиму зоряну величину в смузі V приблизно  9,7.
Знаходиться в сузір'ї Андромеди й належить до розсіяного зоряного скупчення NGC 752.

## Пекулярний хімічний вміст
Зоряна атмосфера GSC2320-93-1 має підвищений вміст Hg.